# Dariusz Andrejko
Dariusz Andrejko – polski inżynier, profesor nauk rolniczych, kierownik Katedry Biologicznych Podstaw Technologii Żywności i Pasz oraz dziekan Wydziału Inżynierii Produkcji Uniwersytetu Przyrodniczego w Lublinie.

## Życiorys
W 1995 r. obronił rozprawę doktorską pt. Badanie wpływu różnych czynników na proces obłuskiwania nasion łubinu, której promotorem był prof. Józef Grochowicz. W 2005 r. habilitował się na podstawie pracy zatytułowanej Zmiany właściwości fizycznych nasion soi pod wpływem promieniowania podczerwonego. W 2010 r. uzyskał tytuł profesora nauk rolniczych. 
Jest profesorem i kierownikiem w Katedrze Biologicznych Podstaw Technologii Żywności i Pasz, a także dziekanem na Wydziale Inżynierii Produkcji Uniwersytetu Przyrodniczego w Lublinie, oraz członkiem Komisji Motoryzacji i Energetyki Rolnictwa na Oddziale Polskiej Akademii Nauk w Lublinie.
Był prezesem Polskiego Towarzystwa Inżynierii i Techniki Przetwórstwa Spożywczego SPOMASZ.